# Памятник Хеттскому солнечному диску
Памятник Хеттскому солнечному диску (тур. Hitit Güneş Kursu Anıtı) — мемориал, посвящённый хеттам, созданный скульптором Нусретом Суманом, установленный на площади Сыххие в Анкаре в 1978 году.

## История

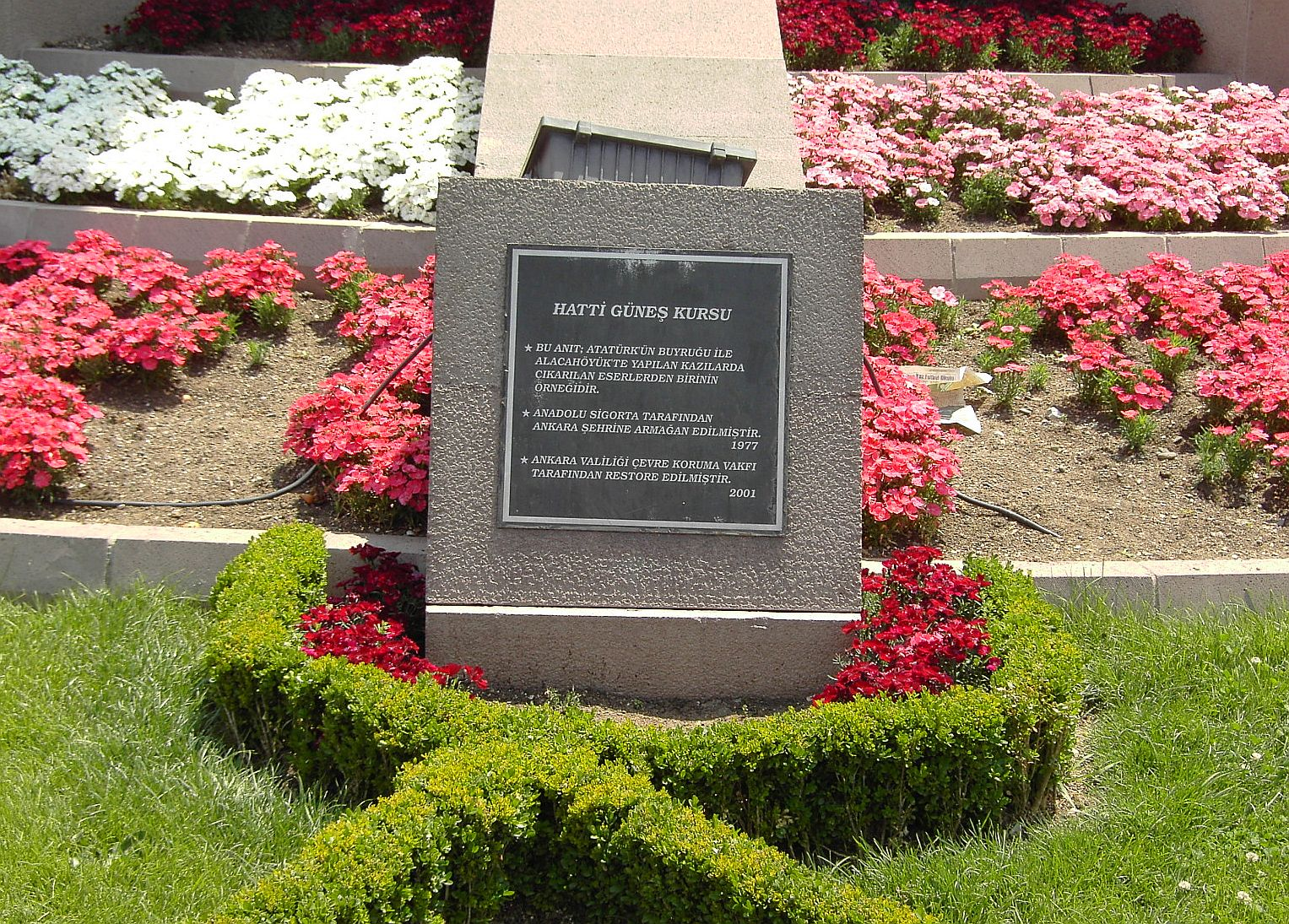

Является копией статуэтки в виде символа Хеттского царства, найденной при раскопках в Аладжахёюке. В 1973 году мэр Анкары, архитектор Ведат Далокай утвердил этот знак как символ города. Изображения и скульптуры, подобные Хеттскому солнечному знаку, были найдены в гробницах царей хеттов, которые представлены в Музее анатолийских цивилизаций в Анкаре. Сам памятник Хеттскому солнечному диску был построен на средства страховой компании Anatolian и подарен в 1977 году. Хеттский солнечный диск также является эмблемой Анкарского университета.
Диск был гербом Анкары с 1973 года, пока в 2000 году мэр Мелих Гёкчек не изменил его на новый с силуэтом мечети Коджатепе.
В 2022 году прошла реставрация памятника.